# Amy Richau
Amy Richau es una escritora estadounidense. Es la fundadora de la página web 365 Star Wars, centrada en dar visibilidad a las mujeres del universo Star Wars.

## Vida y carrera
Amy Richau desarrolló desde muy temprana edad un interés por la saga estadounidense de ciencia ficción Star Wars y, durante su infancia, acudió al cine a ver la película Star Wars: Episodio IV - Una nueva esperanza, que se estrenó en 1977.
Durante su etapa adulta comenzó para escribir para sitios web como Screen Rant y Nerdist, y contribuyó en la creación de la docuserie Looking for Leia. Después de esto fue contratada para escribir en la página web de StarWars.com, y en 2021 lanzó su primer libro, Star Wars: I Love You. I Know..
En 2022 publicó la enciclopedia oficial Star Wars: The High Republic Show en colaboración con Megan Crouse, centrada en los personajes, lugares y acontecimientos de la iniciativa multimedia Star Wars: The High Republic. La portada fue llevada a cabo por el dibujante Phil Noto.
En enero de 2024 se anunció la publicación de una nueva enciclopedia oficial del universo Star Wars. La enciclopedia se publicó finalmente en septiembre, y estuvo escrita por Amy Richau junto con los autores Dan Brooks, Megan Crouse, Kelly Knox, Amy Ratcliffe, Brandon Wainerdi y Dan Zehr.

## Obras
- Star Wars I Love You. I Know.: Lessons in Love and Friendship (2021)
- Star Wars I Am Your Father: Lessons for Parents, Protectors, and Mentors (2021)
- Star Wars Timelines (2023)
- Star Wars The High Republic Character Encyclopedia
- LEGO Marvel: El diccionario visual (2023)